# Aleny
Aleny és un llogaret al municipi de Calonge de Segarra. Està situat a 2,5 km al nord de Calaf a uns 660 metres d'altitud. Antigament formava municipi amb els pobles de Sant Pere de l'Arç, Dusfort i Conill.
Situat en un petit puig proper a la carretera, ocupa el lloc de l'antic castell Elenio, existent el 1085. El lloc fou cedit al monestir de Sant Vicenç de Cardona. La capella de Sant Miquel d'Aleny és un edifici rectangular, amb porta a migdia i campanar d'espadanya que no sembla gaire antic, o que en tot cas ha sofert una restauració que amaga tota l'antiga estructura. La festa d'Aleny es fa per Sant Miquel, al setembre.